# Трушниковское сельское поселение
Трушниковское сельское поселение — муниципальное образование в составе Чернушинского района Пермского края.
Административный центр — село Трушники.
В декабре 2004 года в результате реформы местного самоуправления Законом Пермского края наделено статусом сельского поселения.

## Географические положение
Поселение расположено на юге Чернушинского района.

## История
До 2006 года на территории поселения был Трушниковский сельский совет. С 2006 года в результате реформы местного самоуправления образовано Трушниковское сельское поселение.

## Население
По данным переписи 2010 года численность населения составила 1030 человек, в том числе 517 мужчин и 513 женщин.
| 2010 | 2012  | 2013  | 2014  | 2015 | 2016 | 2017 |
| ---- | ----- | ----- | ----- | ---- | ---- | ---- |
| 1030 | ↗1042 | ↘1015 | ↘1005 | ↘994 | ↗998 | ↘992 |
| 2018 | 2019  |       |       |      |      |      |
| ↘932 | ↘910  |       |       |      |      |      |

## Населённые пункты
| Название     | Тип населённого пункта       | Население, 2010 год | Почтовый индекс | ОКАТО          |
| ------------ | ---------------------------- | ------------------- | --------------- | -------------- |
| Трушники     | Село, административный центр | 605                 | 617 828         | 57 257 849 001 |
| Емаш-Павлово | Деревня                      | 307                 | 617 828         | 57 257 849 003 |
| Большой Юг   | Деревня                      | 118                 | 617 828         | 57 257 849 002 |

## Экономика
- СПК «На страже мира» (с. Трушники)
- ООО «Луговое» (с. Емаш-Павлово)[13]

## Объекты социальной сферы
- общеобразовательные учреждения:[14]
  - МОУ «Трушниковская основная общеобразовательная школа»
- дошкольные образовательные учреждения:[15]
  - МДОУ «Трушниковский детский сад»
- учреждения здравоохранения:[16]
  - Трушниковский ФАП
  - Емаш-Павловский ФАП
  - Юговской ФАП